# Rolf Andreassen
Rolf Andreassen, född den 3 april 1949 i Drammen i Norge, är en norsk roddare.
Han tog OS-silver i fyra utan styrman i samband med de olympiska roddtävlingarna 1976 i Montréal.